# Cedar Grove (Wisconsin)
Pour les articles homonymes, voir Cedar Grove.
Cedar Grove est un village du comté de Sheboygan, dans l'État du Wisconsin, aux États-Unis. En 2020, il comptait une population de 2 101 habitants.